# (1525) Savonlinna
(1525) Savonlinna ist ein Asteroid des Hauptgürtels, der am 18. September 1939 von dem finnischen Astronomen Yrjö Väisälä in Turku entdeckt wurde.
Der Name des Asteroiden ist von der finnischen Stadt Savonlinna abgeleitet.